# Stictoptera confluens
Stictoptera confluens là một loài bướm đêm trong họ Noctuidae.